# HMS Svärdfisken (1940)
Pour les autres navires du même nom, voir HMS Svärdfisken.
Le HMS Svärdfisken est un sous-marin de classe Sjölejonet de la marine royale suédoise.

## Construction
Le navire a été commandé à Kockums Mekaniska Verkstads AB à Malmö et sa quille a été posée en 1939. Le navire a été lancé le 18 mai 1940 et a rejoint la flotte le 20 juin 1941

## Utilisation du service
Le navire a été retiré du service le 15 mai 1959 et vendu en 1961 à Göteborg pour démolition.